# Nightmare Detective II
Série
Nightmare Detective
(2006)
Pour plus de détails, voir Fiche technique et Distribution.
Nightmare Detective II (悪夢探偵2, Akumu Tantei 2) est un  film japonais réalisé par Shin'ya Tsukamoto, sorti en 2008. C'est la suite du film Nightmare Detective sorti en 2006.

## Fiche technique
- Titre : Nightmare Detective II
- Titre original : 悪夢探偵2 (Akumu Tantei 2)
- Réalisation : Shin'ya Tsukamoto
- Scénario : Shin'ya Tsukamoto et Hisakatsu Kuroki
- Pays d'origine : Japon
- Format : Couleurs - 35 mm
- Genre : drame, horreur et fantastique
- Durée : 100 minutes
- Date de sortie : 2008

## Distribution
- Ryūhei Matsuda : Kyoichi Kagenuma
- Yui Miura : Yukie Mashiro
- Wako Andô : Mutsumi
- Miwako Ichikawa : Itsuko Kagenuma
- Hanae Kan : Yuko Kikugawa
- Toshiyuki Kitami : Tetsuji Kikugawa
- Hatsune Matsushima : Akiko
- Ken Mitsuishi : Takio Kagenuma